# Gino Mäder
Gino Mäder (Flawil, 4 gennaio 1997 – Coira, 16 giugno 2023) è stato un ciclista su strada e pistard svizzero, professionista dal 2019 al 2023. In carriera, vinse una tappa al Giro d'Italia 2021 e la classifica giovani alla Vuelta a España 2021.

## Carriera
Nato a Flawil, nel Canton San Gallo, prima di diventare professionista su strada si cimentò nel ciclismo su pista, prendendo parte agli europei del 2016. Nel 2019 firmò il suo primo contratto da professionista con il team sudafricano Dimension Data. Nell'ottobre dell'anno successivo prese parte al suo primo Grande Giro, la Vuelta a España. A fine stagione lasciò la Dimension Data, divenuta NTT, per trasferirsi alla Bahrain Victorious. Nella settima tappa della Parigi-Nizza 2021 si fece conoscere al grande pubblico, andando in fuga per gran parte del percorso, sfiorando anche la vittoria della tappa: negli ultimi 50 metri, è stato ripreso e superato da Primož Roglič. Nell'occasione gli venne assegnato il premio per la combattività della giornata.
Al Giro d'Italia 2021 Mäder ottenne la sua prima vittoria da professionista, una tappa in linea di 160 chilometri dalle Grotte di Frasassi ad Ascoli Piceno. È stato convocato dalla Svizzera ai Giochi olimpici estivi di Tokyo 2020, disputati nel 2021 a causa della pandemia di COVID-19, completando la corsa in linea, svoltasi il 24 luglio 2021 su un percorso di 234 km con partenza dal parco Musashino-no-mori in Giappone a Tokyo e arrivo al circuito del Fuji, al 74º posto.
Nel 2021 prese parte per il secondo anno consecutivo alla Vuelta a España. Dopo aver perso tre minuti nelle prime otto tappe, cominciò a riguadagnare terreno a partire dalla nona tappa, giungendo al settimo posto nella tappa di montagna dell'Alto de Velefique. Nel resto della corsa fece da gregario al compagno di squadra Jack Haig. Nella 17ª tappa, conclusa in cima ai Lagos de Covadonga, ha concluso il gruppo d'élite con un minuto e mezzo di distacco dal leader della corsa, Primož Roglič. Il giorno successivo, nella tappa regina della corsa ad Altu d'El Gamoniteiru, Haig e Mäder si sono classificati rispettivamente quinto e settimo a quasi un minuto di distacco. Mäder è salito all'ottavo posto in classifica generale. Nella penultima tappa Mäder e Haig, insieme a Roglič, Enric Mas e Adam Yates, costituirono il gruppo di cinque uomini che staccò dal gruppo della classifica generale sulla terzultima salita. Il gruppo ha continuato a costruire il proprio vantaggio sugli altri contendenti, consentendo a Mäder di entrare nei primi cinque posti della classifica generale e ad Haig di salire al terzo posto. In quell’edizione vinse la classifica riservata ai giovani, superando Egan Bernal. Ha mantenuto la posizione nella cronometro dell'ultimo giorno, concludendo la Vuelta al quinto posto e confermando la vittoria nella classifica dei giovani.

## Morte
Il 15 giugno 2023, durante la quinta tappa del Giro di Svizzera con partenza a Fiesch e arrivo a La Punt Chamues-ch, esce di strada lungo la discesa del passo dell'Albula, rotolando lungo un pendio erboso per diverse decine di metri e finendo nel letto di un ruscello. Rianimato con il massaggio cardiaco dai medici della corsa, viene trasportato d'urgenza in condizioni critiche all'ospedale di Coira, dove muore il giorno dopo all'età di 26 anni. Nello stesso punto era caduto poco prima il ciclista statunitense Magnus Sheffield, del team Ineos Grenadiers, il quale aveva riportato una commozione cerebrale, oltre a diverse contusioni. In sua memoria la sesta tappa della corsa viene neutralizzata e sostituita da una passerella di 20 chilometri, al termine della quale i suoi compagni di squadra vengono fatti passare per primi sotto la linea d'arrivo. Alla tappa seguente, la sua squadra, il team Bahrain Victorious annuncia il suo ritiro dalla corsa, assieme alla squadra elvetica Tudor e alla Intermarché.

## Palmarès

### Strada
- 2015 (Juniores)

Prologo Tour du Pays de Vaud (Lucens > Lucens, cronometro)
1ª tappa Tour du Pays de Vaud (Onnens > Tartegnin)
Campionati svizzeri, Prova a cronometro Junior
- 2018 (I'm-Excelsior, cinque vittorie)

4ª tappa Ronde de l'Isard (Salies-du-Salat > Saint-Girons)
4ª tappa Tour Alsace (Riedisheim > Dannemarie)
8ª tappa Tour de l'Avenir (La Bâthie > Crest-Voland)
10ª tappa Tour de l'Avenir (Val-d'Isère > Saint-Colomban-des-Villards)
6ª tappa Tour of Hainan (Lingshui > Wuzhishan)
- 2021 (Bahrain Victorious, due vittorie)

6ª tappa Giro d'Italia (Grotte di Frasassi > Ascoli Piceno (San Giacomo))
8ª tappa Giro di Svizzera (Andermatt > Andermatt)

#### Altri successi
- 2018 (IAM-Excelsior)

Classifica a punti Tour Alsace
- 2021 (Bahrain Victorious)

Classifica giovani Vuelta a España

### Pista
- 2014

Trois Jours d'Aigle, Corsa a punti Junior
- 2015

Campionati svizzeri, Omnium Junior
Grenchen, Corsa a eliminazione Junior
- 2017

Grenchen, Americana (con Nico Selenati)

### Ciclocross
- 2011 (Juniores)

Gansingen
Murgenthal
Schwarzhäusern
GP Luzern
Däniken
- 2013 (Juniores)

Dagmersellen
- 2014 (Juniores)

Dagmersellen

## Piazzamenti

### Grandi Giri
- Giro d'Italia

2021: ritirato (12ª tappa)
- Vuelta a España

2020: 20º
2021: 5º
2022: 19º

### Classiche monumento
- Liegi-Bastogne-Liegi

2020: ritirato
- Giro di Lombardia

2020: ritirato
2022: ritirato

### Competizioni mondiali
- Campionati del mondo su strada

Ponferrada 2014 - Cronometro Junior: 19º
Ponferrada 2014 - In linea Junior: 14º
Richmond 2015 - Cronometro Junior: 5º
Richmond 2015 - In linea Junior: 17º
Bergen 2017 - In linea Under-23: 62º
Innsbruck 2018 - In linea Under-23: 4º
- Campionati del mondo su pista

Seul 2014 - Inseguimento individuale Junior: 8º
Seul 2014 - Corsa a punti Junior: 9º
Astana 2015 - Inseguimento a squadre Junior: 2º
Astana 2015 - Inseguimento individuale Junior: 8º
Astana 2015 - Americana Junior: 4º
- Giochi olimpici

Tokyo 2020 - In linea: 74º

### Competizioni continentali
- Campionati europei su strada

Nyon 2014 - In linea Junior: 4º
Zlín 2018 - In linea Under-23: 27º
Trento 2021 - In linea Elite: ritirato
- Campionati europei su pista

Anadia 2014 - Omnium Junior: 2º
Atene 2015 - Inseguimento a squadre Junior: 4º
Atene 2015 - Inseguimento individuale Junior: 5º
Atene 2015 - Americana Junior: 5º
Montichiari 2016 - Inseguimento a squadre Under-23: 9º
Montichiari 2016 - Omnium Under-23: 11º